# نادي الاتحاد (السعودية)
نادي الاتحاد السعودي لكرة القدم هو نادٍ كرة قدم سعودي محترف، أُسس عام 1927، مقرهُ مدينة جدة غرب السعودية قضى نادي الاتحاد تاريخه بالكامل في الدرجة العُليا منذ تأسيس الدوري السعودي للمحترفين في عام 1976 يعتبر نادي الاتحاد أقدم نادٍ رياضي في السعودية، حيث تأسس النادي بعد اجتماع لبعض عشاق كرة القدم البارزين في مدينة جدة. كانت أبرز فترات نادي الاتحاد نجاحًا من بداية التسعينات إلى بداية الالفية، حيث حقق النادي عددًا وفيرًا من الألقاب والإنجازات.
تُلعب مباريات الاتحاد على ملعبة الرئيسي في مدينة الملك عبدالله الرياضية، حيث تصل طاقته الاستيعابية إلى 60,000 متفرجًا. الاتحاد لديه منافسة طويلة الأمد مع نادي الهلال، والتي تمت تسميتها كلاسيكو السعودية، والتي تعتبر المباراة الأبرز والأكثر متابعة على صعيد الكرة السعودية.
يعتبر نادي الاتحاد أحد أنجح الأندية على المستوى المحلي والقاري، حيث تم تحقيق لقب دوري أبطال آسيا مرتين متتالية، كأس الكؤوس الآسيوية مرة واحدة، كأس الخليج ودوري أبطال العرب لقب لكل منهما. على الصعيد المحلي، يعتبر الاتحاد النادي الثاني الأكثر نجاحًا في السعودية، حيث حقق لقب الدوري 15 مرات، كأس خادم الحرمين الشريفين 6 مرات، كأس ولي العهد 8 مرات، كأس الاتحاد السعودي 3 مرات، وكأس السوبر السعودي. يتميز النادي بكونه أحد الأندية الآسيوية الثلاثة الوحيدة التي فازت بدوري أبطال آسيا مرتين متتاليتين.

## التاريخ

### البدايات؛ التأسيس (1927–1949)
26 ديسمبر من عام 1927، تأسس نادي الاتحاد، من قبل بعض أبرز عشاق كرة القدم في مدينة جدة. حيث التقوا في مكاتب شركات البث الإذاعي وناقشا فكرة تشكيل نادي كرة قدم يتنافس مع فرق السفر المختلفة آنذاك، ويكون أيضًا مصدرًا ترفيهيًا للسكان ومنفذًا لشباب المدينة لممارسة كرة القدم. اتفق الجميع على فكرة إنشاء الفريق الذي يوحدهم، حينها ولد اتحاد جدة. حيث حضر حمزة فتيحي، عبد الصمد نجيب السعدي، إسماعيل زهران، علي يماني، عبد العزيز جميل، عبد اللطيف جميل، عبد اللطيف لنجاوي، عثمان باناجه، أحمد أبو طالب، علي سلطان، أحمد المير وصالح سلامة.
| ”          | طالما نحن متحدون معًا، ليكن اسم نادينا الاتحاد | “ |
| —مازن محمد |                                               |   |

اسم النادي الحالي مُقتبس من هذه الحكمة، كلمات مازن محمد خلقت أسمًا للنادي، حيث أتفق الجميع على تسميته بهذا الاسم.
وأشار إسماعيل زهران لاعب الفريق الذي كان يعمل في مكتب الإذاعة بجدة إلى إمكانية انتخاب رئيس الأشغال السيد سلطان رئيساً للنادي، إلا أن علي سلطان أصبح أول رئيس رسمي للنادي. لم يجد الاتحاد في البداية دعمًا قويًا، ولم يكن هناك أندية رسمية والتي منها الرياضي، لوجود ثقافة قوية في مدينة جدة فقط. في أول لقاء له مع الرياضي، حقق الاتحاد الفوز بنتيجة 3-0. حقق النادي أول بطولة تاريخية، والتي أطلق عليها كأس نيشان ناظر، التي اعُتبرت وقتها بطولة رسمية، شكلت البطولة شعبية لنادي الاتحاد في ذلك الوقت، بسبب التحدي بينهما في المباراة النهائية. اعتمادًا على الراوي، يمكن للفائز أن يحرق خشب السفارة. البطولة التي حضرها العديد من الأندية والمجتمعات، قاتل الاتحاد عدة مباريات للوصول إلى النهائي. مع المختلط. كان الطقس غبارًا، ولم يكتمل الشوط الأول، وتوقفت المباراة حوالي 10 دقائق. أوقف الحكم المباراة ليرتاح لمدة 8 دقائق، وتغير الطقس للأفضل مع الشوط الثاني، وفشل فريق المختلط، وكان مستواهم الهجومي منخفضًا. أبرز لاعب في المباراة هو مدافع النادي صفوان. وفاز النادي بالبطولة بنتيجة 3-0 على المختلط. أهم ما يميز هذه البطولة هو الحدث الرياضي الأول الذي أقيم في عهد المؤسس الملك عبدالعزيز آل سعود. بقيت الفترات من 1940 إلى 1950 صعبة، حيث لم يتم إنشاء اتحاد كرة بشكل رسمي حتى عام 1956.

### بداية البطولات الرسمية، لقب الدوري الأول، الثُلاثية (1950–1999)
في أواخر الخمسينيات من القرن الماضي، يعتبر نادي الاتحاد أول ناد يحقق كلاً من كأس ولي العهد وكأس الملك مرتين متتاليتين. في 2 مايو 1960، واجه نادي الاتحاد غريمه التقليدي الأهلي في كأس الملك - والذي انتهى بتحقيق فوزٍ ساحقٍ بنتيجة 7–0، وهو أكبر انتصار في الديربي. انتهت البطولة بتتويج الاتحاد بطلًا على حساب نادي الوحدة للمرة الثالثة على التوالي، والتي أكملت السلسلة في 1958، 1959 و1960. قد مر النادي بأسوأ فترة له منذ تأسيسه، بعد فوزه بكأس الملك عام 1967، باستثناء تحقيق كأس الاتحاد السعودي عام 1974، بعد فوزه على غريمه الهلال بركلات الترجيح. في العقد التالي، تم دمج الدوري الممتاز مع الدرجة الأولى بسبب لعب المنتخب السعودي لتصفيات كأس العالم في عام 1982، والذي سُمي وقتها بالدوري المشترك، حيث فاز الاتحاد بلقب الدوري الأول في تاريخه، وهو النادي الأول والوحيد الذي حقق ذلك الإنجاز. وبعد غياب دام 21 عامًا عن بطولة كأس الملك، توج النادي بطلًا للكأس بعد فوزه على الاتفاق عام 1988.
في منتصف التسعينيات، والتي تعتبر بداية حقبة حقيقية وبداية العصر الذهبي لنادي الاتحاد، حيث تم تحقيق العديد من الألقاب والإنجازات. في 1996–97، حصد النادي الثلاثية؛ الدوري الممتاز؛ كأس ولي العهد؛ كأس الاتحاد السعودي. بعد موسمين، فاز النادي بلقب الدوري للمرة الثالثة في تاريخه بعد فوزه على منافسه الهلال في النهائي 2-0. كما تحققت البطولة القارية الأولى بعد انتصاره 3-2 على تشونام دراغونز بهدف ذهبي سجله اللاعب أحمد بهجة. أيضًا تم تحقيق كأس الخليج للأندية، حيث أنتهى الموسم بحصد أربع بطولات. في عام 1999، كان النادي وصيفًا في كأس السوبر الآسيوي، بعد خسارته 2-3 في مجموع المباراتين أمام جوبيلو إيواتا.

### القرن الجديد، المُعجزة، لقبان دوري الأبطال (2000–2010)
مع بداية القرن الجديد في عهد الرئيس أحمد مسعود التي تعتبر من إحدى أنجح الفترات، تم حصد ثمان ألقاب في غضون ثلاثة سنوات. توج النادي بدوري موسم 1999–2000 مع بداية القرن، بعد فوزه 3–1 على الأهلي في النهائي، أيضاً، سجل حمزة إدريس 33 هدفًا غير مسبوق بإنجازات قياسية في تلك الفترة، الذي جعل منه هداف الدوري، والأكثر تسجيلًا في موسم واحد في تاريخ الدوري. في الموسم الذي يليه، فاز النادي بالدوري للمرة الخامسة في تاريخه، وكأس ولي العهد أيضًا. في موسم 2001–02، يوم 1 مايو 2002، خسر الاتحاد نهائي الدوري أمام غريمه الهلال، من ركلة ركنية، ثم سددها الحسن اليامي، حيث دخلت الكرة المرمى بوضوح، أيضًا لاعب الهلال محمد النزهان أخرج الكرة بيده، فلم يحتسب الحكم ظافر أبو زندة هدفًا أو ركلة جزاء، والتي بدورها انتهت بخسارة 1–2، حيث تم إيقاف الحكم ستة أشهر بعد النهائي - وأعتذر الحكم لاحقًا مصرحًا ”بريء من هزيمتكم والله يشهد على ذلك“. صنعت المباراة جدلاً كبيرًا على كل الأصعدة حيث واجهت الكثير من الانتقادات والتي اعتبرت من قبل الكثيرين والنقاد على أنها ”سرقة“.
مغادرة أحمد مسعود، جعلت من منصور البلوي رئيسًا للنادي، والتي تعتبر الفترة الأبرز والأنجح في تاريخ النادي. في موسم 2002–03، تم استقدام العديد من اللاعبين البارزين من قبل منصور البلوي، أمثال رضا تكر، سعود كريري، محمد الخليوي وتشيكو، الذي يعتبر من أبرز الصفقات في تاريخ النادي في ذلك الوقت، في حين أن كلا من الدوري وكأس ولي العهد، تم تحقيقهما. الموسم الذي يليه، حقق الاتحاد كأس ولي العهد في 26 مارس 2004، بعد فوزه على الأهلي في النهائي الذي أنتهى 1–0. على الرغم من تصدر الدوري وإنهاءه بدون خسارة، خسر الاتحاد نهائي الدوري ضد الشباب في نهائي المربع الذهبي. في دوري ابطال آسيا 2004، أنهى الاتحاد المجموعة في المركز الأول مع خسارة مباراة واحدة فقط. في مرحلة خروج المغلوب، ضد داليان شيده الصيني حيث تم اجتيازه بنجاح بالتعادل 1–1 في داليان، يليه فوزًا 1–0 سجله رضا تكر، الذي بدوره مهد الطريق لنصف النهائي. ضد جونبك هيونداي موتورز، كلتا المباريتين انتهت في الدقائق الأخيرة، حيث انهى حمد المنتشري الفوز 2–1 في مباراة الذهاب، وأحرز أسامة المولد هدف التعادل القاتل في الإياب، بمجموع 4–3 ليتأهل الفريق إلى النهائي. كان النهائي خارج عن المألوف؛ سُحق الاتحاد على أرضه 1–3 من الفريق الكوري سونغنام في الذهاب - مما أدى إلى إقالة المدرب الكرواتي توميسلاف إيفيتش، حيث أعطيت الفرصة لمساعد المدرب دراغان تالاييتش، الذي بدوره قام ببدء مباراة الإياب في سيونغنام، افتتح رضا تكر التسجيل حيث ارتقى لكرة من اثر ركلة ركنية ليسجل الهدف الأول، خطف حمزة ادريس الهدف الثاني في الدقائق الأخيرة من الشوط الأول، سجل محمد نور الهدف الثالث الحاسم والرابع أيضًا في الشوط الثاني، ليسجل مناف أبوشقير الهدف القاتل والأخير، لتنتهي المباراة بالتغلب على خسارة 1–3 إلى فوز أعجازي 5–0، ليفوز النادي بأول لقب دوري أبطال له، أصبح إنجاز دراغان تالاجيك عالقًا في الأذهان، حيث أصبحت مباراة الإياب هذه واحدة من أكثر مباريات العودة إثارة للدهشة في تاريخ دوري ابطال آسيا، والتي سُميت ”بالمعجزة“. وقال تالاييتش مستذكرًا البطولة ”كنت في البداية مساعداً لمواطني توميسلاف إيفيتش، وقد تعلمت منه الكثير، وقد اعتبرت فرصة العمل مع فريق كبير أمر رائع، ولهذا وافقت على العمل معه، كنت مع الفريق ثمانية أشهر بعدما وصلنا في بداية الموسم، وكنت أعرف كل شيء عن اللاعبين.“ وتابع ”كنت شابًا في ذلك الوقت، وربما كنت مجنوناً من خلال اللعب بخمسة مهاجمين، أخبرت الجميع قبل المباراة أننا سنفوز، كنت أعرف دائماً أننا سنفوز، ولكنني لم أعرف إن كان الفارق سيكون كافياً.“
حقق نادي الاتحاد أول بطوله عربيه له، بعد أقصائه النادي التونسي الرياضي الصفاقسي في النهائي. في 5 نوفمبر 2005، حقق نادي الاتحاد دوري أبطال آسيا للمرة الثانية على التوالي، بعد فوزه على نادي العين 5–3، أصبح محمد كالون، المُعار من نادي موناكو، هدافًا للبطولة برصيد ستة أهداف، والتي منها أثنان في النهائي — حيث ساهم بدوره في تحقيق اللقب الثاني. حصل محمد نور على جائزة أفضل لاعب في البطولة. لا يزال الاتحاد النادي الوحيد الذي حقق البطولة مرتين متتاليتين في النسخة الجديدة - والذي يعتبر إنجازًا قياسيًا. تأهل الاتحاد لكأس العالم للأندية لأول مرة، في النسخة التي أقيمت في اليابان، اثر تحقيقه لقب دوري الابطال - حيث أصبح الفريق السعودي الثاني الذي يتأهل للبطولة. في 11 ديسمبر 2005، أقصى نادي الاتحاد بطل أفريقيا النادي الأهلي بعد هدف محمد نور الوحيد، ليتأهل إلى نصف النهائي. واجه الاتحاد بطل أمريكا الجنوبية ساو باولو، لتنتهي المواجهة بفوز الأخير 2–3. خاض الاتحاد مباراة تحديد المركز الثالث أمام النادي الكوستاريكي ديبورتيفو سابريسا وخسر اللقاء بنتيجة 2–3، سجلت الهدفين من قبل محمد كالون وجوزيف جوب - لينتهي مونديال الأندية بتحقيق المركز الرابع. حيث أبدى رئيس الفيفا السابق جوزيف بلاتر عن أعجابه، قائلًا ”منذ 25 عامًا، لم أشهد فريقًا أسيويًا بهذه الروعة“.

## الشعار
مر شعار نادي الاتحاد بثلاث حقب تاريخية منذ تأسيس النادي السعودية عام 1927 م وكون الشعار بني على اللونين الأصفر والأسود وأضيف له الأبيض في وقت لاحق في عهد رئاسة المهندس جمال أبو عمارة وفي عام 1429هـ تحديدا تمت المرحلة الثالثة التي غير فيها شعار النادي بشكله الجديد نزولًا عند طلب هيئة دوري المحترفين بالسعودية وقد تم تصميم شكل جديد عبارة عن مربع أسود بداخله شكل يميل إلى البيضاوي رسم بداخله رأس نمر دليلا على الاسم الذي أطلق على اللاعبين (النمور) وفي أسفله صمم شريط كتب عليه جدة فريق الاتحاد السعودي لكرة القدم عام 1927م.

## المنافسون

### كلاسيكو السعودية
كلاسيكو السعودية، أو الديربي السعودي، هي مباراة تنافسية طويلة الأمد في رياضة كرة القدم السعودية، بين قطبي الكرة السعودية نادي الاتحاد ونادي الهلال، يمثل التنافس أكبر وأهم ناديين في مدينة جدة والعاصمة الرياض، المدينتان الأكبر والأبرز ثقافيًا في المملكة العربية السعودية. يعتبر الناديين الأكثر نجاحًا على الصعيد المحلي والقاري. يعتبر نادي الاتحاد أقدم نادٍ رياضي لا يزال باقٍ في المملكة العربية السعودية، ويُنظر إليه على انه نادي الشعب. في حين يمثل نادي الهلال ثقافة نادي العاصمة، ويلقب من قبل الجماهير بالزعيم. تم إطلاق أسم كلاسيكو السعودية نسبة إلى التنافس الإسباني لكرة القدم. يتقابل الفريقان كل سنة مرتين في الدوري، وأيضًا قد يتواجهان في كل من كأس الملك، كأس السوبر السعودي ودوري ابطال آسيا. تعتبر المباراة الأبرز والأكثر متابعة على صعيد الكرة السعودية.
أقيم أول لقاء بين الفريقين بتاريخ 27 يوليو 1962، لقاء ودي، بالعاصمة الرياض، وانتهى بفوز نادي الاتحاد بنتيجة 2–0. أول لقاء رسمي بين الفريقين كان بتاريخ 10 يناير 1964، نهائي كأس الملك، والذي بدوره انتهى أيضًا بفوز نادي الاتحاد 3–0.
يمتلك نادي الهلال الرقم الأكبر في عدد مرات الفوز في اللقاءات الرسمية التي جمعت الفريقين، فتواجه الفريقان في 148 لقاءاً رسمياً، فاز الهلال في 63 لقاء، بينما فاز الاتحاد في 50 لقاءً، وتعادل الفريقان في 35 لقاء. وهم جنبًا إلى جنب مع نادي النصر الفرق الوحيدة التي لم تهبط إلى الدوري الدرجة الثانية منذ تأسيسها.

## مشاركة الاتحاد في كأس العالم

### مباراته معالأهلي المصري
قابل الاتحاد في ربع النهائي الأهلي المصري فكانت المباراة حامية بين بطل آسيا وبطل أفريقيا وفي الدقيقة 78 من عمر المباراة سجل محمد نور الهدف الوحيد بعد عرضية جميلة من اللاعب أحمد الدوخي ليضعها في شباك الحارس المصري عصام الحضري وانتهت المباراة بهذه النتيجة بالرغم من تسيد الاتحاد لمعظم فترات المباراة واستحقاقه لأكثر من هدف ليعلن الاتحاد تأهّله لنصف النهائي من البطولة.

### مباراته معساو باولو البرازيلي
في نصف نهائي البطولة واجه الاتحاد بطل أمريكا الجنوبية ساو باولو وكان الاتحاد نِدّاً قوياً للفريق البرازيلي حيث افتتح البرازليين التسجيل في الدقيقة 16 عن طريق اللاعب مارسيو أموروسو، ثم عادل قائد الاتحاد محمد نور النتيجة بهدف جميل، وأضاف الفريق البرازيلي الهدف الثاني، ثم احتسب الحكم ضربة جزاء للبرازيليين ليسجلها حارس المرمى روجيريو سيني هدفاً ثالثاً، وبعد ذلك تمكن الاتحاد عن طريق حمد المنتشري من إضافة الهدف الثاني بكرة رأسية، لينتهي اللقاء 2/3 لمصلحة ساو باولو.

### مباراته معديبورتيفو سابريساالكوستاريكي على المركز الثالث
دخل الاتحاد السعودي لقائه مع الفريق الكوستاريكي محاولاً انتزاع الفوز لنيل المركز الثالث والميدالية البرونزية، وافتتح مهاجم ديبورتيفو ألفارو سابوريو التسجيل في الدقيقة 13 ليعادل الاتحاد النتيجة عن طريق محمد كالون في الدقيقة 28، ومن ثم أحرز الاتحاد هدف التقدم في المباراة عن طريق ضربة جزاء نفذها اللاعب جوزيف ديزري جوب لتعلن عن هدف ثاني للاتحاد ليحاول بعدها الاتحاد المحافظة على النتيجة للفوز بالمركز الثالث، قام اللاعب أسامة المولد بارتكاب ضربة جزاء في الدقيقة 85 جاء منها هدف التعادل عن طريق نفس صاحب الهدف الأول للضيوف بعدما ضغطوا على مرمى الاتحاد، وبعدها طرد الحكم لاعب نادي الاتحاد حمد المنتشري بالبطاقة الحمراء ليأتي بعد الطرد هدف التقدم للفريق المنافس لينتهي اللقاء بنتيجة 2/3 ليعلن عن حصول الاتحاد على المركز الرابع في البطولة.

## الإنجازات
أول بطولة للنادي هي كأس نيشان الناظر في أول سادس موسم للنادي. في 1982، استطاع النادي الفوز بأول لقب في بطولة الدوري، بينما أول بطولة كأس الملك كانت في عام 1958. من حيث عدد الألقاب، يُعتبر عقد التسعينيات إلى الألفية، العقد الأنجح في تاريخ نادي الاتحاد، حيث استطاع حصد خمسة بطولات دوري وحصد على كأس الاتحاد السعودي مرتين، وفاز بأربع كؤوس ولي العهد، دوري ابطال العرب وكأس الخليج للأندية لقب لكل منهما، وكأسي دوري أبطال آسيا، ولقب كأس الكؤوس الآسيوية، وتم تحقيق الثلاثية والرباعية. بالمجمل، يعتبر نادي الاتحاد من أنجح الأندية في المملكة العربية السعودية، وقد حصل على 39 بطولة رسمية، 32 منها محلية. بالإضافة إلى النجاحات القارية، يعد النادي أحد الأندية الآسيوية الثلاثة الوحيدة التي فازت بلقب دوري أبطال آسيا مرتين على التوالي.

الرئيس أحمد مسعود يستلم كأس من خادم الحرمين الشريفين الملك عبد الله بن عبد العزيز

### محلي
- الدوري السعودي للمحترفين
  - البطل (9): 1981–82، 1996–97[8]، 1998–99[30]، 1999–2000[31]، 2000–01[32]، 2002–03[33]، 2006–07[34]، 2008–09[35]، 2022–23

- كأس خادم الحرمين الشرفين
  - البطل (9): 1958[36]، 1959[37]، 1960[38]، 1963[39]، 1967[40]، 1988[41]، 2010[42]، 2013[43]، 2018[44]
- كأس ولي العهد
  - البطل (8): 1958، 1959، 1963، 1991، 1997، 2001، 2004، 2017
- كأس الاتحاد السعودي
  - البطل (3): 1986، 1997، 1999
- كأس السوبر السعودي
  - البطل (1): 2022

### خارجيًا
- دوري أبطال آسيا
  - البطل (2): 2004، 2005
- كأس أبطال الكؤوس الآسيوية
  - البطل (1): 1999
- دوري أبطال العرب
  - البطل (1): 2005
- كأس الخليج للأندية
  - البطل (1): 1999
- كأس السوبر المصري السعودي
  - البطل (2): 2001، 2003

### بطولات سابقة (غير رسمية)
- كأس نيشان الناظر
  - البطل (1): 11933
- كؤوس قبل التأسيس
  - البطل (3): 1952، 1954، 1964
- كأس الجمعية السعودية (كأس الاتحاد السعودي لكرة القدم)
  - البطل (1): 1974
- كأس المصيف
  - البطل (7): 1964، 1987، 1990، 1991، 1994، 1995، 2003
- كأس الأمير ماجد السنة الدولية
  - البطل (1): 1986
1أول بطولة تم تحقيقها من قبل نادي الاتحاد، والتي أقيمت في 25 فبراير 1933.

## إحصاءات النادي

### الأداء في المسابقات الآسيوية

#### اللقاءات
| دوري أبطال آسيا – مباريات          | دوري أبطال آسيا – مباريات | دوري أبطال آسيا – مباريات | دوري أبطال آسيا – مباريات | دوري أبطال آسيا – مباريات | دوري أبطال آسيا – مباريات                                                   |
| الموسم                             | المرحلة                   | النتيجة                   | الخصم                     | مكان اللقاء               | الأهداف                                                                     |
| ---------------------------------- | ------------------------- | ------------------------- | ------------------------- | ------------------------- | --------------------------------------------------------------------------- |
| 11 فبراير 2004                     | مرحلة المجموعات           | 2 – 0                     | العربي                    | جدة، السعودية             | ديمبا، مناف أبو شقير                                                        |
| 24 فبراير 2004                     | مرحلة المجموعات           | 3 – 1                     | نيفتشي                    | فرغونا, أوزبكستان         | ديمبا، حمزة ادريس، رضا تكر                                                  |
| 7 أبريل 2004                       | مرحلة المجموعات           | 2 – 3                     | سباهان                    | أصفهان، إيران             | محمد امين، ديمبا                                                            |
| 20 أبريل 2004                      | مرحلة المجموعات           | 4 – 0                     | سباهان                    | جدة، السعودية             | مرزوق العتيبي (3), ديمبا                                                    |
| 4 مايو 2004                        | مرحلة المجموعات           | 0 – 0                     | العربي                    | مدينة الكويت، الكويت      |                                                                             |
| 18 مايو 2004                       | مرحلة المجموعات           | 3 – 0                     | نيفتشي                    | جدة، السعودية             | محمد نور، مرزوق العتيبي (2)                                                 |
| 14 سبتمبر 2004                     | ربع النهائي               | 1 – 1                     | داليان شايد               | داليان، الصين             | ماريو سارفيتش                                                               |
| 21 سبتمبر 2004                     | ربع النهائي               | 1 – 0                     | داليان شايد               | جدة، السعودية             | رضا تكر                                                                     |
| 19 أكتوبر 2004                     | نصف النهائي               | 2 – 1                     | جيونبوك هيونداي موتورز    | جدة، السعودية             | محمد نور، حمد المنتشري                                                      |
| 26 أكتوبر 2004                     | نصف النهائي               | 2 – 2                     | جيونبوك هيونداي موتورز    | جيونبوك, كوريا الجنوبية   | تشيكو، أسامة المولد                                                         |
| 24 نوفمبر 2004                     | النهائي                   | 1 – 3                     | سيونغنام إلهوا تشنما      | جدة، السعودية             | رضا تكر                                                                     |
| 1 ديسمبر 2004                      | النهائي                   | 5 – 0                     | سيونغنام إلهوا تشنما      | سيونغنام، كوريا الجنوبية  | رضا تكر، حمزة ادريس، محمد نور (2), مناف أبو شقير                            |
| 14 سبتمبر 2005                     | ربع النهائيA              | 1 – 1                     | شاندونغ لونينغ            | شاندونغ، الصين            | محمد نور                                                                    |
| 21 سبتمبر 2005                     | ربع النهائيA              | 7 – 2                     | شاندونغ لونينغ            | جدة، السعودية             | أسامة المولد، تشيكو، إبراهيم السويد، محمد كالون، مناف أبو شقير (2), رضا تكر |
| 28 سبتمبر 2005                     | نصف النهائي               | 5 – 0                     | نادي بوسان                | جدة، السعودية             | مرزوق العتيبي، محمد كالون، تشيكو، سعود كريري، حمزة ادريس                    |
| 12 أكتوبر 2005                     | نصف النهائي               | 2 – 0                     | نادي بوسان                | بوسان، كوريا الجنوبية     | محمد كالون (2)                                                              |
| 26 أكتوبر 2005                     | النهائي                   | 1 – 1                     | العين                     | أبوظبي، الإمارات          | محمد كالون                                                                  |
| 5 نوفمبر 2005                      | النهائي                   | 4 – 2                     | العين                     | جدة، السعودية             | محمد كالون، محمد نور، جوزيف جوب، أحمد الدوخي                                |
| 13 سبتمبر 2006                     | ربع النهائيA              | 2 – 0                     | الكرامة                   | جدة، السعودية             | الحسن كيتا، جاريد بورغيتي                                                   |
| 20 سبتمبر 2006                     | ربع النهائيA              | 0 – 4                     | الكرامة                   | حمص، سوريا                |                                                                             |
| 12 مارس 2008                       | مرحلة المجموعات           | 1 – 0                     | بونيودكور                 | جدة، السعودية             | ماغنو ألفيس                                                                 |
| 19 مارس 2008                       | مرحلة المجموعات           | 1 – 0                     | نادي الاتحاد              | حلب، سوريا                | ماغنو ألفيس                                                                 |
| 9 أبريل 2008                       | مرحلة المجموعات           | 1 – 2                     | سباهان                    | أصفهان، إيران             | طلال المشعل                                                                 |
| 23 أبريل 2008                      | مرحلة المجموعات           | 0 – 1                     | سباهان                    | جدة، السعودية             |                                                                             |
| 7 مايو 2008                        | مرحلة المجموعات           | 0 – 2                     | بونيودكور                 | طشقند، أوزبكستان          |                                                                             |
| 21 مايو 2008                       | مرحلة المجموعات           | 3 – 0                     | الاتحاد السوري            | جدة، السعودية             | سلطان النمري (2), نايف هزازي                                                |
| 11 مارس 2009                       | مرحلة المجموعات           | 2 – 1                     | الاستقلال                 | جدة، السعودية             | عماد متعب، هشام بوشروان                                                     |
| 18 مارس 2009                       | مرحلة المجموعات           | 3 – 1                     | أم صلال                   | الدوحه، قطر               | حمد المنتشري, ريناتو, هشام بوشروان                                          |
| 7 أبريل 2009                       | مرحلة المجموعات           | 0 – 0                     | الجزيرة                   | دبي، الإمارات             |                                                                             |
| 22 أبريل 2009                      | مرحلة المجموعات           | 1 – 1                     | الجزيرة                   | جدة، السعودية             | أسامة المولد                                                                |
| 5 مايو 2009                        | مرحلة المجموعات           | 1 – 1                     | الاستقلال                 | طهران، إيران              | هشام بوشروان                                                                |
| 19 مايو 2009                       | مرحلة المجموعات           | 7 – 0                     | أم صلال                   | جدة، السعودية             | ريناتو (2), نايف هزازي (3), صالح الصقري، طلال المشعل                        |
| 27 مايو 2009                       | دور ال16                  | 2 – 1                     | الشباب                    | جدة، السعودية             | أسامة المولد، هشام بوشروان                                                  |
| 24 سبتمبر 2009                     | ربع النهائي               | 1 – 1                     | باختاكور                  | طشقند، أوزبكستان          | صالح الصقري                                                                 |
| 30 سبتمبر 2009                     | ربع النهائي               | 4 – 0                     | باختاكور                  | جدة، السعودية             | سلطان النمري، أمين الشرميطي، هشام بوشروان، محمد نور                         |
| 21 أكتوبر 2009                     | نصف النهائي               | 6 – 2                     | ناغويا غرامبوس            | جدة، السعودية             | أحمد حديد، محمد نور (3), لوسيانو، أمين الشرميطي                             |
| 28 أكتوبر 2009                     | نصف النهائي               | 2 – 1                     | ناغويا غرامبوس            | ناغويا، اليابان           | صالح الصقري، أمين الشرميطي                                                  |
| 7 نوفمبر 2009                      | النهائي                   | 1 – 2                     | بوهانغ ستيلرز             | طوكيو، اليابان            | محمد نور                                                                    |
| 23 فبراير 2010                     | مرحلة المجموعات           | 0 – 3                     | بونيودكور                 | طشقند، أوزبكستان          |                                                                             |
| 9 مارس 2010                        | مرحلة المجموعات           | 2 – 2                     | ذوب آهن                   | جدة، السعودية             | عبدالملك زياية، محمد نور                                                    |
| 24 مارس 2010                       | مرحلة المجموعات           | 2 – 0                     | الوحدة                    | أبوظبي، الإمارات          | عبد الملك زياية، محمد نور                                                   |
| 30 مارس 2010                       | مرحلة المجموعات           | 4 – 0                     | الوحدة                    | جدة، السعودية             | عبد الملك زياية، سعود كريري (2), سلطان النمري                               |
| 14 أبريل 2010                      | مرحلة المجموعات           | 1 – 1                     | بونيودكور                 | جدة، السعودية             | محمد نور                                                                    |
| 28 أبريل 2010                      | مرحلة المجموعات           | 0 – 1                     | ذوب آهن                   | أصفهان، إيران             |                                                                             |
| 2 مارس 2011                        | مرحلة المجموعات           | 3 – 1                     | برسبوليس                  | جدة، السعودية             | عبد الملك زياية (2), محمد نور                                               |
| 16 مارس 2011                       | مرحلة المجموعات           | 1 – 0                     | بونيودكور                 | طشقند، أوزبكستان          | أسامة المولد                                                                |
| 5 أبريل 2011                       | مرحلة المجموعات           | 3 – 0                     | الوحدة                    | أبوظبي، الإمارات          | عبد الملك زياية، مناف أبو شقير، باولو جورج                                  |
| 20 أبريل 2011                      | مرحلة المجموعات           | 0 – 0                     | الوحدة                    | جدة، السعودية             |                                                                             |
| 3 مايو 2011                        | مرحلة المجموعات           | 2 – 3                     | برسبوليس                  | طهران، إيران              | محمد الراشد (2)                                                             |
| 10 مايو 2011                       | مرحلة المجموعات           | 1 – 1                     | بونيودكور                 | جدة، السعودية             | نونو اسيس                                                                   |
| 24 مايو 2011                       | دور ال16                  | 3 – 1                     | الهلال                    | جدة، السعودية             | نونو اسيس (2), عبد الملك زياية                                              |
| 14 سبتمبر 2011                     | ربع النهائي               | 3 – 1                     | سيول                      | جدة، السعودية             | محمد نور، أسامة المولد، ويندل                                               |
| 27 سبتمبر 2011                     | ربع النهائي               | 0 – 1                     | سيول                      | سيول، كوريا الجنوبية      |                                                                             |
| 19 أكتوبر 2011                     | نصف النهائي               | 2 – 3                     | جيونبوك هيونداي موتورز    | جدة، السعودية             | نايف هزازي (2)                                                              |
| 26 أكتوبر 2011                     | نصف النهائي               | 1 – 2                     | جيونبوك هيونداي موتورز    | جيونبوك, كوريا الجنوبية   | ويندل                                                                       |
| A حامل اللقب يودع إلى ربع النهائي. |                           |                           |                           |                           |                                                                             |

#### نتائج المشوار
- دوري أبطال آسيا: 8 مشاركات

| 2004 | البطل           |
| 2005 | البطل           |
| 2006 | ربع النهائي     |
| 2008 | مرحلة المجموعات |
| 2009 | الوصيف          |
| 2010 | مرحلة المجموعات |
| 2011 | نصف النهائي     |
| 2012 | نصف النهائي     |

#### طاولة الاتحاد الآسيوي
الاتحاد يحتل المرتبة-الأولى قاريّاً (الاتحاد الآسيوي). وهو متصدر طاولة الاتحاد الآسيوي بـ100 نقطة، ويمتلك النادي الرقم القياسي مع 112 هدفاً ويعتبر الرقم الأعلى في المسابقات الآسيوية.
| المرتبة | الفريق                 | لعب | ف  | ت  | خ  | له  | عليه | فرق | نقاط |
| ------- | ---------------------- | --- | -- | -- | -- | --- | ---- | --- | ---- |
| 1       | الاتحاد                | 55  | 29 | 13 | 13 | 112 | 57   | +55 | 100  |
| 2       | باختاكور               | 57  | 27 | 10 | 20 | 81  | 69   | +12 | 91   |
| 3       | جيونبوك هيونداي موتورز | 45  | 28 | 3  | 14 | 101 | 50   | +51 | 87   |
| 4       | سباهان                 | 51  | 24 | 13 | 14 | 79  | 55   | +24 | 85   |
| 5       | سيونغنام إلهوا تشنما   | 37  | 26 | 4  | 7  | 95  | 41   | +54 | 82   |

[بحاجة لمصدر][محل شك]

#### قائمة الهدافين في البطولة الآسيوية
| المرتبة | اللاعب          | الأعوام   | عدد الأهداف |
| ------- | --------------- | --------- | ----------- |
| 1       | محمد نور        | 1996–     | 18          |
| 2       | نايف هزازي      | 2006–     | 10          |
| 3       | حمزة ادريس      | 1997–2007 | 9           |
| 4       | عبد الملك زياية | 2009–2011 | 7           |
| 4       | مرزوق العتيبي   | 2000–2007 | 7           |
| 5       | أسامة المولد    | 2000–     | 6           |
| 5       | محمد كالون      | 2005–2006 | 6           |
| 5       | أحمد بهجا       | 1996–1999 | 6           |
| 6       | هشام بوشروان    | 2008–2010 | 5           |

[بحاجة لمصدر] [محل شك]

### ترتيب الأندية الآسيوية (IFFHS)
ويتم حساب التصنيف من قبل IFFHS.
| AFC | IFFHS | الفري        | النقاط |
| --- | ----- | ------------ | ------ |
| 14  | 157   | تشونبوري     | 96,0   |
| 15  | 167   | ناساف قرشي   | 94,5   |
| 16  | 168   | الاتحاد      | 94,0   |
| 17  | 201   | نادي بوريرام | 88,0   |

## تشكيلة الفريق الأول
ملاحظة: الأعلام تشير إلى المنتخب الوطني ضمن لوائح الاتحاد الدولي لكرة القدم. اللاعبون قد يحملون أكثر من جنسية خارج لوائح الاتحاد الدولي لكرة القدم.
ملاحظة: تشير الأعلام إلى المنتخب بحسب قواعد الأهلية المعتمدة من قبل الفيفا؛ تنطبق بعض الاستثناءات المحدودة. وقد يحمل اللاعبون أكثر من جنسية لا تعترف بها الفيفا.
| الرقم | البلد    | المركز | اللاعب                                |
| ----- | -------- | ------ | ------------------------------------- |
| 1     | صربيا    | حارس   | بريدراغ رايكوفيتش                     |
| 2     | إيطاليا  | مدافع  | دانيلو بيريرا                         |
| 4     | السعودية | مدافع  | عبد الإله العمري (معار من نادي النصر) |
| 6     | السعودية | مدافع  | سعد آل موسى                           |
| 7     | فرنسا    | وسط    | نغولو كانتي                           |
| 8     | البرازيل | وسط    | فابينيو                               |
| 9     | فرنسا    | مهاجم  | كريم بنزيما                           |
| 10    | الجزائر  | وسط    | حسام عوار                             |
| 11    | السعودية | وسط    | أحمد الغامدي                          |
| 12    | ألبانيا  | مدافع  | ماريو ميتاج (معار من لوكوموتيف موسكو) |
| 13    | السعودية | مدافع  | مهند الشنقيطي                         |
| 14    | السعودية | وسط    | عوض الناشري                           |
| 15    | السعودية | مدافع  | حسن كادش                              |
| 19    | فرنسا    | مهاجم  | موسى ديابي                            |
| 20    | السعودية | مدافع  | أحمد شراحيلي                          |
| 21    | السعودية | مهاجم  | صالح الشهري                           |

| الرقم | البلد     | المركز | اللاعب                              |
| ----- | --------- | ------ | ----------------------------------- |
| 22    | السعودية  | وسط    | عبد العزيز البيشي                   |
| 23    | السعودية  | وسط    | صهيب هوساوي U19                     |
| 24    | السعودية  | وسط    | عبد الرحمن العبود                   |
| 27    | السعودية  | مدافع  | فواز الصقور                         |
| 30    | السعودية  | وسط    | علي الفهمي U19                      |
| 33    | السعودية  | حارس   | محمد المحاسنة                       |
| 34    | هولندا    | وسط    | ستيفن بيرجوين                       |
| 41    | السعودية  | وسط    | محمد فلاتة U19                      |
| 42    | السعودية  | مدافع  | معاذ فقيهي                          |
| 47    | السعودية  | حارس   | حامد الشنقيطي U19                   |
| 55    | الأرجنتين | وسط    | ماتيو بوريل U19                     |
| 77    | السعودية  | وسط    | عبد الإله هوساوي                    |
| 80    | السعودية  | وسط    | حامد الغامدي (معار من نادي الاتفاق) |
| 87    | السعودية  | مدافع  | ياسين الجابر U19                    |
| 88    | السعودية  | حارس   | أسامة المرمش                        |
| 90    | السعودية  | مهاجم  | طلال حاجي U19                       |

### لاعبون غير مسجلين
ملاحظة: تشير الأعلام إلى المنتخب بحسب قواعد الأهلية المعتمدة من قبل الفيفا؛ تنطبق بعض الاستثناءات المحدودة. وقد يحمل اللاعبون أكثر من جنسية لا تعترف بها الفيفا.
| الرقم | البلد    | المركز | اللاعب       |
| ----- | -------- | ------ | ------------ |
| 5     | إيطاليا  | مدافع  | لويز فيليبي  |
| 28    | السعودية | مدافع  | أحمد بامسعود |
| 51    | السعودية | حارس   | فيصل العيسى  |

| الرقم | البلد    | المركز | اللاعب            |
| ----- | -------- | ------ | ----------------- |
| 97    | اليمن    | مدافع  | سالم عياش         |
| --    | السعودية | مهاجم  | عبد العزيز الحسني |

### المعارون
ملاحظة: تشير الأعلام إلى المنتخب بحسب قواعد الأهلية المعتمدة من قبل الفيفا؛ تنطبق بعض الاستثناءات المحدودة. وقد يحمل اللاعبون أكثر من جنسية لا تعترف بها الفيفا.
| الرقم | البلد     | المركز | اللاعب                                   |
| ----- | --------- | ------ | ---------------------------------------- |
| 16    | السعودية  | وسط    | فيصل الغامدي (معار إلى نادي بيرتشوت)     |
| 17    | السعودية  | وسط    | مروان الصحفي (معار إلى نادي بيرتشوت)     |
| 29    | السعودية  | وسط    | فرحة الشمراني (معار إلى نادي الخلود)     |
| 36    | السعودية  | مدافع  | عبد الرحمن العبيد (معار إلى نادي النجمة) |
| --    | السعودية  | مدافع  | عبد الله الرشيدي (معار إلى نادي الباطن)  |
| --    | الأرجنتين | مدافع  | إيساياس رودريغيز (معار إلى نادي جدة)     |

| الرقم | البلد    | المركز | اللاعب                                |
| ----- | -------- | ------ | ------------------------------------- |
| --    | السعودية | وسط    | سلطان الفرحان (معار إلى نادي التعاون) |
| --    | فنزويلا  | وسط    | بريان أورتيغا (معار إلى نادي جدة)     |
| --    | السعودية | وسط    | همام الهمامي (معار إلى نادي الخلود)   |
| --    | السعودية | وسط    | صالح العمري (معار إلى نادي الرائد)    |
| --    | كولومبيا | مهاجم  | ريكاردو كارابالو (معار إلى نادي جدة)  |

## الجهاز الإداري

### أعضاء مجلس الإدارة
| المنصب               | الاسم         |
| -------------------- | ------------- |
| رئيس مجلس الإدارة    | أنمار الحائلي |
| نائب الرئيس          | أحمد كعكي     |
| مشرف كرة القدم       | حامد البلوي   |
| الأمين العام         | سعيد باوزير   |
| مدير المركز الإعلامي | يحي بخش       |
| أمين الصندوق         | فيصل الصبان   |

## النتائج
| الموسم  | Div. | Pos. | Pl. | W  | D  | L | GS | GA | GD  | P  | البطولات المحلية | البطولات المحلية | البطولات المحلية | آسيا | آسيا            | بطولات أخرى | بطولات أخرى | الهداف  | الهداف | المدرب                                 |
| ------- | ---- | ---- | --- | -- | -- | - | -- | -- | --- | -- | ---------------- | ---------------- | ---------------- | ---- | --------------- | ----------- | ----------- | ------- | ------ | -------------------------------------- |
| 2000/01 | SPL  | 4    | 22  | 10 | 5  | 7 | 32 | 23 | +9  | 35 | CPC              | CPC              | CPC              |      |                 | EC          | EC          |         |        | ازفالدو آرديلس                         |
| 2001/02 | SPL  | 2    | 22  | 15 | 4  | 3 | 59 | 25 | +34 | 49 | CPC              | CPC              | CPC              |      |                 |             |             |         |        | أوسكار بيرناردي                        |
| 2002/03 | SPL  | 1    | 22  | 15 | 4  | 3 | 53 | 24 | +29 | 49 | CPC              | CPC              | PFC              |      |                 | SSC         | EC          |         |        | أوسكار بيرناردي                        |
| 2003/04 | SPL  | 2    | 22  | 17 | 5  | 0 | 57 | 15 | +42 | 56 | CPC              | CPC              | CPC              | ACL  | ACL             |             |             |         |        | تيموسلاف إيفتش / دراجان تلاجيتش (مؤقت) |
| 2004/05 | SPL  | 3    | 22  | 11 | 5  | 6 | 53 | 37 | +16 | 38 | CPC              | CPC              | CPC              | ACL  | ACL             | ARCL        | ARCL        |         |        | انخل يوردانيسكو                        |
| 2005/06 | SPL  | 3    | 22  | 11 | 9  | 2 | 47 | 28 | +19 | 42 | CPC              | CPC              | CPC              | ACL  | ربع النهائي     |             |             |         |        | برونو ميتسو / وحيد خليلوفيتش           |
| 2006/07 | SPL  | 1    | 22  | 15 | 3  | 4 | 52 | 25 | +27 | 48 | CPC              | CPC              | PFC              |      |                 |             |             |         |        | ديمتري                                 |
| 2007/08 | SPL  | 2    | 22  | 14 | 6  | 2 | 40 | 16 | +24 | 48 | CC               | CC               | CC               | ACL  | مرحلة المجموعات |             |             |         |        | كالديرون                               |
| 2008/09 | SPL  | 1    | 22  | 17 | 4  | 1 | 57 | 21 | +36 | 55 | CC               | CC               | PFC              | ACL  | ACL             |             |             | بوشروان | 17     | كالديرون                               |
| 2009/10 | ZPL  | 2    | 22  | 14 | 3  | 5 | 46 | 30 | +16 | 45 | CC               | CC               | CC               | ACL  | مرحلة المجموعات |             |             |         |        | كالديرون / اينزو                       |
| 2010/11 | ZPL  | 2    | 26  | 13 | 12 | 1 | 49 | 23 | +20 | 51 | CC               | CC               | CC               | ACL  | نصف النهائي     |             |             | هزازي   | 18     | مانويل جوزيه / ديمتري                  |
| 2011/12 | ZPL  | 5    | 26  | 10 | 7  | 9 | 49 | 35 | +14 | 37 | CPC              | CPC              | CPC              |      |                 |             |             | هزازي   | 14     | ماتياج كيك / راؤول كانيدا              |

## رؤساء النادي
| الفترة         | الرئيس                         | البطولات (الرسمية) |
| -------------- | ------------------------------ | ------------------ |
| 1927–1930      | علي سلطان                      | 0                  |
| 1930–1934      | عبد العزيز جميل                | 1                  |
| 1934–1937      | حمزة فتيحي                     | 0                  |
| 1937–1949      | محمد سعيد فريج                 | 0                  |
| 1949–1950      | عبدالعزيز جميل                 | 0                  |
| 1950           | عبدالرحمن المله                | 0                  |
| 1950–1954      | سليمان تركي                    | 2                  |
| 1954–1956      | عبدالحميد مشخص                 | 0                  |
| 1956–1959      | عبداللطيف لنجاوي               | 4                  |
| 1959–1960      | عبدالرزاق متبولي               | 1                  |
| 1960–1962      | يوسف الخلاوي                   | 0                  |
| 1962–1966      | فتحي أبو الجدايل               | 4                  |
| 1966–1967      | يوسف الطويل                    | 1                  |
| 1968–1970      | غازي سلطان                     | 0                  |
| 1970–1973      | مازن فرعون                     | 0                  |
| 1973–1974      | إسماعيل مناع                   | 0                  |
| 1974–1981      | الأمير طلال بن منصور           | 1                  |
| 1981–1983      | إبراهيم أفندي                  | 1                  |
| 1983–1985      | الأمير طلال بن منصور           | 0                  |
| 1985–1987      | عبد الفتاح ناظر                | 3                  |
| 1988–1989      | حسن لنجاوي                     | 1                  |
| 1989–1990      | عبد الفتاح ناظر                | 1                  |
| 1990–1991      | عدنان جمجوم                    | 2                  |
| 1991–1993      | احمد مسعود                     | 1                  |
| 1993–1994      | عبد الفتاح ناظر                | 0                  |
| 1994–1996      | عدنان جمجوم                    | 2                  |
| 1996–1999      | طلعت لامي                      | 3                  |
| 1999–2002      | احمد مسعود                     | 8                  |
| 2002–2003      | حسن جمجوم                      | 1                  |
| 2003           | محمد أبو عمارة                 | 0                  |
| 2003–2007      | منصور البلوي                   | 7                  |
| 2007-2009      | محمد أبو عمارة                 | 1                  |
| 2009–2010      | خالد المرزوقي                  | 1                  |
| 2010–2011      | إبراهيم علوان                  | 0                  |
| 2011–2012      | محمد بن داخل الجهني            | 0                  |
| 2012-2013      | محمد فايز                      | 1                  |
| 2013-2014      | عادل جمجوم                     | 0                  |
| 2016-2014      | إبراهيم البلوي                 | 0                  |
| 2016           | أحمد مسعود (توفي أثناء رئاسته) | 0                  |
| 2017-2016      | حاتم باعشن                     | 1                  |
| 2017           | أنمار الحائلي                  | 0                  |
| 2017           | حمد الصنيع                     | 1                  |
| 2018           | نواف المقيرن                   | 0                  |
| 2019-2018      | لؤي ناظر                       | 0                  |
| 2019- حتى الآن | أنمار الحائلي                  | 0                  |

## أبرز اللاعبيين السعوديين في تاريخ الاتحاد
| - منصور البلوي - حمزه فتيحي - سعيد مذكور الغامدي الشهير بـ سعيد غراب - عبد المجيد كيال - عيسى خواجه - حسين الصادق - عبد الرزاق بكر - عبد الله بكر - عبد المجيد بكر - هشام بكر - أحمد خريش - عبد المجيد راجخان - عبد اللطيف أحمد سجنتن - أحمد جميل - محمد الخليوي - مروان بصاص - محفوظ حافظ - فايز الدايل - حسن خليفة - نزار عباس - عماد باسالم - رياض عمرو - إسماعيل حكمي - ماجد عبد الجود - حمزة إدريس - خالد مسعد - فريد عب د الغني - هاني كتوري - محمد المالكي - صلاح المولد - محمد سويد | - سالم سويد - جبرتي الشمراني - سامي شاس - محمود الجهني - عبد الله فوال - عبد الله عبيان السريحي - باسم اليامي - عمرو شاس - الحسن اليامي - مرزوق العتيبي - خميس العويران - خميس الزهراني - الحسن اليامي - علي حامد - خالد محمد - إبراهيم السويد - أحمد الدوخي - مبروك زايد - سعود كريري - صالح الصقري - مناف أبو شقير - رضا تكر - حمد المنتشري - محمد نور - إبراهيم الرشيد - خميس الزهراني - أسامة المولد - نواف القثامي - أحمد بايزيد |  |

## أبرز اللاعبين غير السعوديين في تاريخ الاتحاد

### من قارةآسيا
- أحمد حديد
- فهد العنزي
- فهد الأنصاري

### من قارةأوروبا
- نغولو كانتي
- كريم بنزيما
- روبرتو دونادوني
- جيلسي
- روب ويتشجه
- ميلنكو أسيموفيتش
- داليان اتكينسون
- جوتا
- نونو اسيس
- باولو جورج
- ديان بيتكوفيتش
- ماريو سارفيتش
- فلاديمير
- سيرجيف
- توماس سيوبرغ
- ثيو بوكير

### من قارة أمريكا الشمالية
- هيوجو بيرس
- جاريد بورغيتي

### من قارةأمريكا الجنوبية
- بيبيتو
- تشيكو
- ديمبا
- سيرجيو ريكاردو
- فاجنر
- ريناتو موريس
- لاندومار
- فيرا
- ماغنو ألفيس
- رينالدو أوليفيرا
- ماركو
- ليما
- بيدرينهو
- برونو هنريكي
- رومارينيو
- إيغور كورونادو
- مارسيلو غروهي
- زاراتي
- لوسيانو ليقيزمان
- سيرجيو هيريرا
- روبرت بينيو
- رينان دي سيلفا
- الفونسو
- لوسيانو فلكس لقوازمون
- جيرالدو وينديل
- ديقو سوزا

### من قارةأفريقيا
- أحمد حجازي
- عماد متعب
- إسلام الشاطر
- حسني عبد ربه
- محمود كهربا
- هشام بوشروان
- أحمد بهجا
- فوزي عبد الغني
- عبد الجليل حدا
- نور الدين البخاري
- جواد الزايري
- ريكوبا
- رضوان العلالي
- هشام الدميعي
- حميد ناتر
- عزيز أوزكات
- كريم الأحمدي
- عبد الرزاق حمد الله
- البرنس تاغو
- الحسن كيتا
- تيتي كامارا (يسمى أبو بكر صديقي كمارا بعدما اعتنق الإسلام)
- جوزيف جوب
- موديستي مبامي
- تيجاني بابانغيدا
- موتيو أديبوجو
- محمد كالون
- محمد أمين الشرميطي
- تميم الحزامي
- جمال ليمام
- لطفي المحايسي
- فتحي الشهايبي
- عبد الملك زياية
- فابريس أونداما
- سولي مونتاري

## التاريخ التدريبي

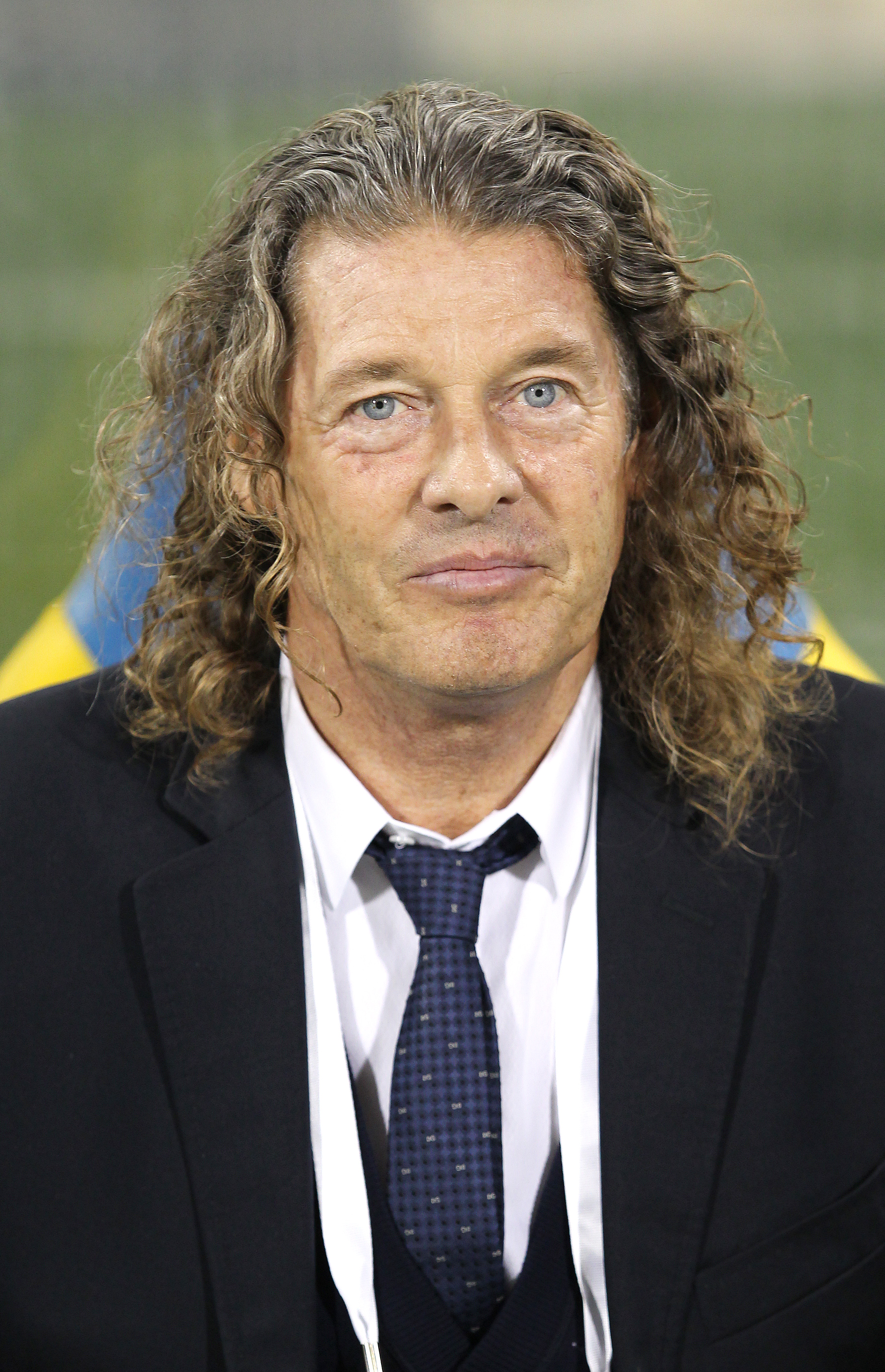
ميتسو تم استدعاءه لنادي الاتحاد في مارس 2006.

| المدرب                | من   | إلى  |
| --------------------- | ---- | ---- |
|                       |      |      |
| ديتمار كرامر          | 1111 | 1981 |
| محمود الجوهري         | 1981 | 1982 |
| فاندرلي لوكسمبورجو    | 1983 | 1984 |
| بوب هاوتون            | 1984 | 1986 |
| والتر سكوتشيك         | 1987 | 1989 |
| كالمان ميسزولي        | 1991 | 1992 |
| بوب هاوتون            | 1993 | 1994 |
| باولو كامبوس          | 1995 | 1996 |
| ديمتري                | 1996 | 1997 |
| نوفاك                 | 1997 | 1998 |
| باولو كامبوس          | 1998 | 1998 |
| ديمتري                | 1998 | 1999 |
| أوسكار بيرناردي       | 1999 | 2000 |
| ديمتري                | 2000 | 2001 |
| ازفالدو آرديلس        | 2001 | 2001 |
| أوسكار بيرناردي       | 2001 | 2003 |
| تيموسلاف إيفتش        | 2003 | 2004 |
| دراجان تلاجيتش (مؤقت) | 2004 | 2004 |
| لوكا                  | 2004 | 2005 |
| أنخل يوردانيسكو       | 2005 | 2006 |
| برونو ميتسو           | 2006 | 2006 |
| وحيد خليلوفيتش        | 2006 | 2006 |
| ديمتري                | 2006 | 2007 |
| جوزية كاندينيو        | 2007 | 2007 |
| سواريز                | 2007 | 2008 |
| غابرييل كالديرون      | 2008 | 2010 |
| اينزو تروسيرو         | 2010 | 2010 |
| مانويل جوزيه          | 2010 | 2011 |
| توني                  | 2011 | 2011 |
| ديمتري                | 2011 | 2011 |
| ماتياج كيك            | 2011 | 2012 |
| راؤول كانيدا          | 2012 | 2012 |
| بينات                 | 2013 | 2013 |
| فريسيري               | 2014 | 2014 |
| خالد القروني          | 2014 | 2014 |
| عمرو أنور (مؤقت)      | 2014 | 2014 |
| فيكتور بيتوركا        | 2014 | 2015 |
| لاسزلو بولوني         | 2015 | 2015 |
| فيكتور بيتسوركا       | 2015 | 2016 |
| خوسيه لويس سييرا      | 2016 | 2018 |
| رامون دياز            | 2018 | 2018 |
| بندر باصريح (مؤقت)    | 2018 | 2018 |
| سلافين بيليتش         | 2018 | 2019 |
| خوسيه لويس سييرا      | 2019 | 2019 |
| محمد العبدلي(مؤقت)    | 2019 | 2020 |
| فابيو كاريلي          | 2020 | 2021 |
| حسن خليفة (مؤقت)      | 2021 | 2021 |
| كوزمين كونترا         | 2021 | 2022 |
| نونو إسبيريتو سانتو   | 2022 | 2023 |

## وصلات خارجية
- الموقع الرسمي